# Marie Olofsson
Marie Olofsson, född 30 november 1958 i Göteborg, är en svensk skådespelare.

## Filmografi
- 1983 – Savannen
- 1987 – Lackalänga (TV-serie)
- 1988 – Som man ropar

## Teater

### Roller (ej komplett)
| År   | Roll         | Produktion                                                                         | Regi            | Teater                   |
| ---- | ------------ | ---------------------------------------------------------------------------------- | --------------- | ------------------------ |
| 1982 |              | Sound of Music Richard Rodgers och Oscar Hammerstein II                            | Stig Olin       | Folkan                   |
| 1983 |              | Snövit och de sju dvärgarna Beppe Wolgers                                          | Stig Olin       | Folkan                   |
| 1986 |              | Spökhotellet (L'Hôtel du libre-échange) Georges Feydeau                            | Pierre Fränckel | Riksteatern              |
| 1985 | Francisquita | Figaros bröllop (La Folle Journée, ou Le Mariage de Figaro) Pierre de Beaumarchais | Hans Polster    | Helsingborgs stadsteater |